# خطة غالواي للاتحاد
كانت خطة غالواي للاتحاد خطةً لتوحيد بريطانيا العظمى ومستعمراتها في أمريكا الشمالية سياسيًا. تم تقديم الخطة من قبل الموالي جوزيف غالواي في المؤتمر القاري الأول لعام 1774 ولكن تم رفضها. كان غالواي مندوبًا عن بنسيلفانيا وقد أراد الاحتفاظ بالمستعمرات الثلاث عشرة في الإمبراطورية البريطانية.

## نظرة عامة
اقترح غالواي إنشاء برلمان استعماري أمريكي للعمل مع برلمان بريطانيا العظمى. سيتعين على المجلس الأكبر إعطاء موافقة رسمية على قرارات هذا الأخير، لا سيما فيما يتعلق بالتجارة والضرائب، مما يمنحه حق النقض.
يتألف البرلمان الاستعماري من رئيس عام يعينه التاج ومندوبون تعينهم الجمعيات الاستعمارية لمدة ثلاث سنوات. كانت الخطة ستبقي الإمبراطورية البريطانية متماسكة وتسمح للمستعمرات بأن يكون لها رأي في شؤونها الخاصة، بما في ذلك قضية الضرائب الملتهبة.
لم يوافق الكونغرس على خطة غالواي. لقد أدى ظهور «قرارات سوفولك» في المؤتمر إلى استقطاب في النقاش، حيث سرعان ما اكتسب الراديكاليون اليد العليا. هُزمت خطة غالواي للاتحاد بفارق ضئيل بأغلبية ستة أصوات مقابل خمسة في 22 أكتوبر 1774.

## خطط غالواي وألباني
تحمل خطة غالواي المقترحة تشابهًا مذهلًا مع خطة ألباني، والتي كانت اقتراحًا قدمه زميله مندوب بنسلفانيا (والمراسل النشط) بنجامين فرانكلين في يوليو 1754 في مؤتمر ألباني دعى فيه لإنشاء حكومة موحدة للمستعمرات الثلاث عشرة. تجاوزت خطة ألباني النطاق الأصلي لمؤتمر ألباني، والذي كان يهدف إلى تطوير خطة دفاع للحرب الفرنسية والهندية.

## العواقب
على الرغم من كونه مندوبًا إلى الكونغرس القاري، كان غالواي معتدلًا، وعندما تم رفض خطته للاتحاد (رغم إزالتها السيادة البرلمانية البريطانية)، تحرك غالاوي بشكل متزايد نحو الولاء. وعقب عام 1778، عاش في بريطانيا، حيث عمل قائدًا للحركة الموالية ومستشارًا للحكومة. وبمجرد قبول البرلمان البريطاني للاستقلال الأمريكي كجزء من اتفاقية سلام باريس (1783)، ذهب العديد من الموالين إلى المنفى القسري، وقد استقر غالواي بشكل دائم في بريطانيا.

## روابط خارجية
- النص الأصلي لخطة غالواي للاتحاد